# Гадерслев (муніципалітет)
Гадерслев (дан. Haderslev) — муніципалітет у регіоні Південна Данія королівства Данія. Площа — 815.9 квадратних кілометрів. Адміністративний центр муніципалітету — місто Гадерслев.

## Населення
У 2012 році населення муніципалітету становило 56 188 осіб.